# Meister Cody ‒ Talasia
Meister Cody ‒ Talasia ist ein Online-Spiel für Kinder mit Dyskalkulie und Rechenschwäche, das von dem Düsseldorfer Unternehmen Kaasa health entwickelt wurde. In weltweiter Zusammenarbeit mit mehreren renommierten Hochschulen im Rahmen des CODY-Projektes wird das Lernspiel heute als Diagnose- und Therapiemedium eingesetzt. Vor allem die wissenschaftliche Arbeit von Forschern und Psychologen der Westfälischen Wilhelms-Universität Münster unter der Leitung von Heinz Holling hat die Entwicklung der computergestützten Trainingsmethode maßgeblich vorangetrieben.

## Konzept
Im freiwilligen CODY-Einstufungstest vor Beginn der Lernphase wird das mathematische Können des Kindes eingeschätzt. Training mit Meister Cody an drei bis fünf Tagen pro Woche soll die kognitiven Fähigkeiten des Kindes stetig verbessern. Ein effektives Lernen wird durch die Aufteilung der Lerninhalte in vier verschiedene Teilbereiche der Mathematik angestrebt: basale Zahlenverarbeitung (z. B. Zählen, Mengenvergleich), komplexe Zahlenverarbeitung (z. B. Zahlendiktat, Zahlenstrahl), Rechnen und Arbeitsgedächtnis. Diese Teilbereiche werden in 19 verschiedenen Aufgabentypen trainiert. Die Einbettung des Trainings in ein Abenteuer sowie ein Belohnungssystem sollen das Training spannend und unterhaltsam machen. In einem Kontrolltest nach 30 Tagen kann der Lernfortschritt festgestellt und evaluiert werden.
Eine Auswertung der Universität Münster ergab, dass bei einem täglichen Einsatz des Spieles von 30 Minuten während sechs Wochen, die mathematischen Fähigkeiten um rund 40 Prozent verbessert werden.

## Charaktere
Die Hauptfigur des Lernspiels ist Meister Cody, ein reisender und gelehrter Zauberer. Über seine magische Kristallkugel nimmt er Kontakt zum Spieler auf und erklärt die einzelnen Trainingsspiele in kindgerechter Sprache. Zudem wird der Spieler von den beiden Königskindern Namea und Fandales begleitet, die Hilfestellungen während des Abenteuers geben. Während des Spielverlaufs treten immer neue Charaktere, wie beispielsweise die Eisfee Fahyna oder der Baumwächter Quoun, auf die Bildfläche. Diese erzählen Geschichten, geben Ratschläge oder erschweren dem Spieler zuweilen den Weg durch Talasia.

## Einsatz
Meister Cody ‒ Talasia findet vor allem bei Grundschulkindern von der zweiten bis zur vierten Klasse Einsatz. Auch bei Kindergartenkindern können gewisse mathematische Vorläuferfertigkeiten mit Hilfe des Serious Games verbessert werden.
Indem sich die Anforderungen individuell an das Lerntempo des Kindes anpassen, soll eine Über- oder Unterforderung vermieden werden. Auch Kinder ohne Dyskalkulie oder Rechenschwäche können so trainieren, um ihre mathematischen Fähigkeiten zu verbessern. 2015 wurde das Lernspiel auch auf dem englischsprachigen Markt veröffentlicht.

## Auszeichnungen
- Best Educational Game in Europe 2014
- GIGA-Maus 2014
- Vodafone Smart Solution Award 2013
- Dyslexia Quality Award 2015
- eco Internet Award 2015
- Serious Play Award 2015 (Silber)[11]
- Wittener Preis für Gesundheitsvisionäre 2016[12]